# Die blauen Boys
Die blauen Boys (französischer Originaltitel: Les Tuniques Bleues) ist eine humoristische Comicserie von Louis Salvérius (Zeichnungen, Bände 1–4, 9 und 10), Willy Lambil (Zeichnungen, ab Band 4), Raoul Cauvin (Text) und Leonardo (Farben), die zur Zeit des Amerikanischen Bürgerkriegs spielt. Seit 2020 (Band 65) wird sie von José Luis Munuera und Béka fortgesetzt.
Die erste Comicgeschichte der Serie erschien 1968 in Frankreich und Belgien in der belgischen Comiczeitschrift Spirou, ab 1972 wurden auch Alben herausgegeben. In Deutschland wurde die Serie zuerst bei Kauka (1969–1974) und Bastei (1981 und 1982), später dann im Carlsen Verlag (1989–1999) und seit 2004 bei Salleck Publications verlegt. Bei Kauka erschienen nur einige frühe Kurzgeschichten und vier Alben. Bei Bastei wurden 17 Hefte mit meist albenlangen Geschichten (circa 44 Seiten) unter dem Titel Bud & Chester. Zwei irre Typen in Wildwest herausgegeben. Überschneidungen bei den albenlangen Geschichten von Bastei gibt es nur bei den zwei Titeln, die Carlsen ausschließlich als Taschenbuch verlegt hatte. Seit Juni 2013 erscheint eine Gesamtausgabe bei Salleck Publications. Ebenfalls erschien das Computerspiel North & South.

## Charaktere

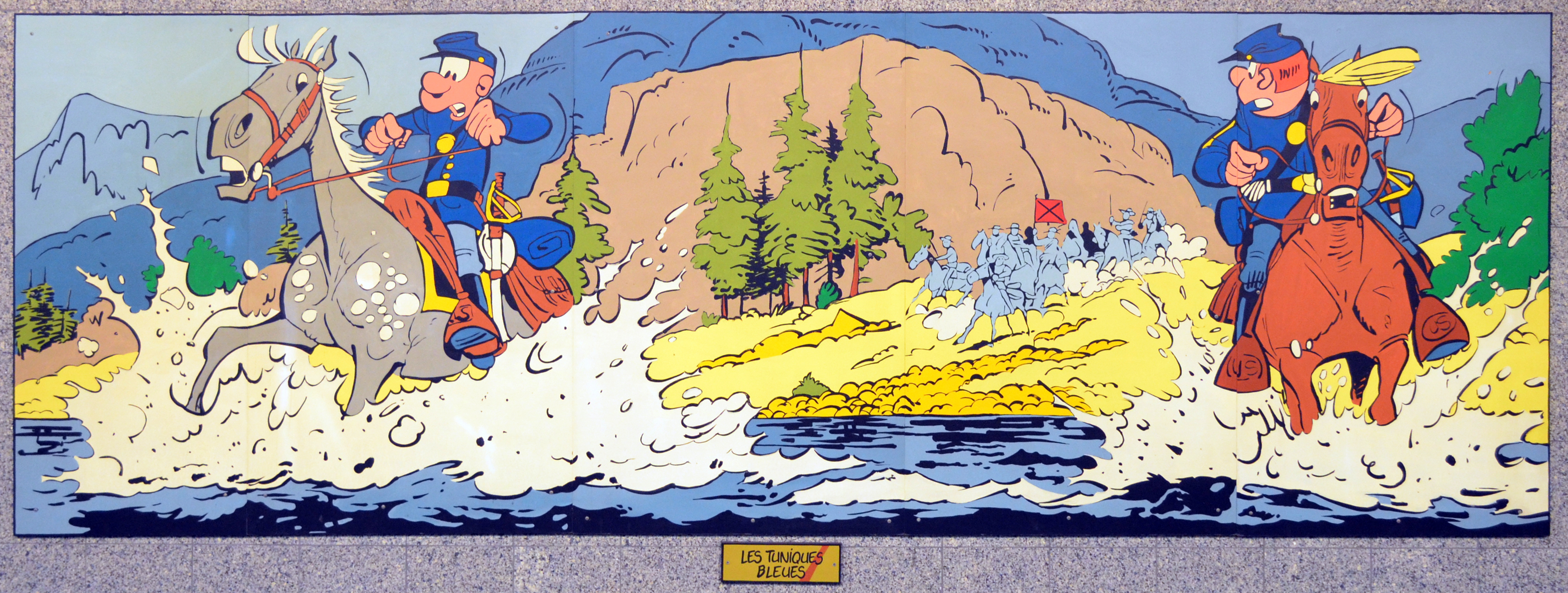

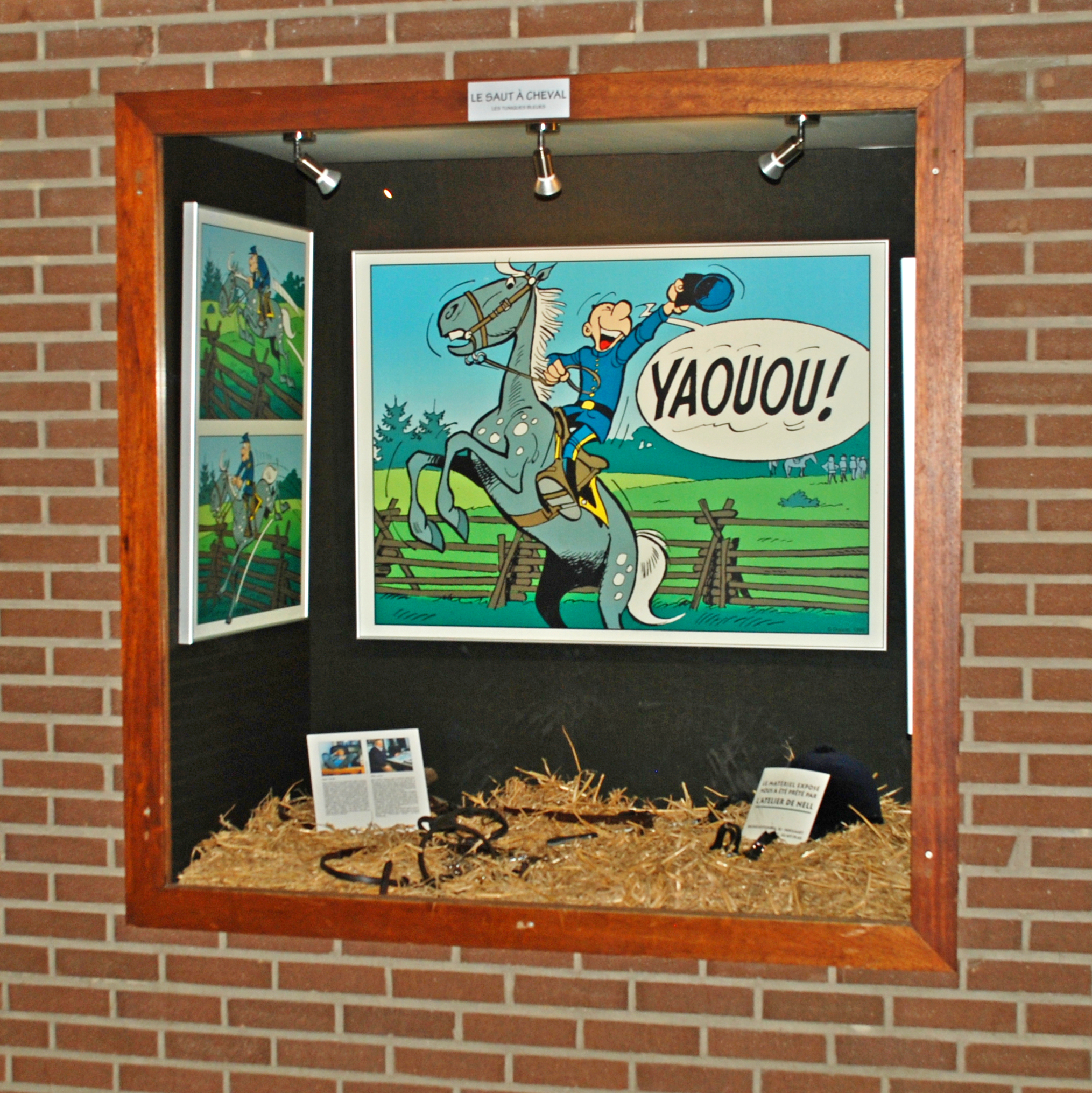
Blutch.

### Hauptcharaktere
Cornelius Chesterfield (bei Bastei: Chester Chesterfield) ist Sergeant Major beim 22. Kavallerieregiment. Sein Vater Jos(h)ua war angeblich bei der Schlacht von Alamo dabei, wo er nicht weniger als sechs Orden erhalten und mit Jim Bowie und Davy Crockett gekämpft haben will (Carlsen 1). Er möchte seinen Sohn als Soldaten im amerikanischen Bürgerkrieg sehen, während es seiner Mutter lieber wäre, wenn Cornelius in der Metzgerei Graham arbeiten und dort Geld verdienen würde. Außerdem soll er die Tochter seines Chefs, Charlotte Graham, heiraten. Diese schreibt ihm später einen Brief, in dem sie ihn bittet, nach dem Krieg zu ihr zurückzukehren (Salleck 34). Cornelius begegnet Blutch, dem die Pacific-Bar gehört, bei der Warenauslieferung und betrinkt sich mit ihm. Im Vollrausch lassen sie sich von einem Rekrutierungskommando der Unionsarmee anwerben (Carlsen 1).
Cornelius widmet sich voll und ganz der Armee, verabscheut alle Deserteure und träumt davon, viele Narben zu haben. Im Gegensatz zu Blutch achtet er die Soldaten höheren Ranges und widerspricht ihnen – auch bei irrsinnigen Aufträgen – nie.
Blutch (bei Bastei: Bud Buddington)  ist Corporal beim 22. Kavallerieregiment (Carlsen 1). Das Waisenkind wurde als Baby bei Doc Harding abgegeben. Diesem wurde Blutch von den Damen des Ortes abgenommen und in das Waisenhaus Poplar Bluff gebracht. Doc hilft ihm Jahre später bei der Flucht. Gemeinsam fliehen sie von Missouri nach Kalifornien. Dort arbeitet Blutch als Goldsucher, Schuhputzer, Dockarbeiter, Friseurlehrling, Badegehilfe, Kellner, Zeitungsjunge und Sprengmeister. Nach einigen gemeinsamen Jahren trennen sich beide (Rückblende in Carlsen 16).
In Connecticut eröffnet Blutch die Pacific-Bar (später The Alamo), wo er dann mit Chesterfield betrunken für die Nordstaaten rekrutiert wird. Obwohl er sagt, einen grenzenlosen Hass auf Chesterfield zu empfinden, gehen beide unzertrennlich durch die Abenteuer. Er hat sein Pferd Arabeske so abgerichtet, dass es zusammenbricht und sich tot stellt, sobald es Gewehrschüsse oder den Befehl „Attackeeee!“ hört. Dadurch gelingt es ihm, den Kämpfen fast immer zu entkommen. Sein einziger Traum ist es, die Armee zu verlassen. Aber seine Fluchtversuche werden von Chesterfield im Keim erstickt oder zumindest findet er ihn jedes Mal schnell wieder.
Captain Ambrose Stark (bei Bastei: Captain Starky): Starks Vater ist Schneider in Altoona und er selber erhält eine Ausbildung in West Point. Statt den Beruf seines Vaters auszuüben, verpflichtet er sich nach seiner Ausbildung zusammen mit seinem Freund Frank Sloan bei der Armee. Dort wird er Anführer des 22. Kavallerieregiments und hat eine große Abneigung gegen Infanteristen, Zivilisten und alles, was auf zwei Füßen geht. Er selbst lebt ständig auf seinem Pferd und wartet nur auf den nächsten Angriff. Dieses Verhalten wird mit einem Granatsplitter in seinem Kopf erklärt (Salleck 34). Oftmals verwundet, manchmal sogar schwer, überlebt er alle Gemetzel; häufig sind Stark, Blutch und Chesterfield die einzigen Überlebenden. Während der Zwangspausen (es dauert, bis es wieder neue Kavalleristen gibt), erleben Chesterfield und Blutch viele ihrer Abenteuer, indem sie Aufträge aus Washington ausführen oder nur neue Rekruten suchen.
General Arthur Alexander: Er ist der direkte Vorgesetzte von Stark und gibt Sergeant Chesterfield oftmals aberwitzige Aufgaben. General Alexander ist meist von Stilman und Horace umgeben und erscheint erst ab dem französischen Band 12 (Bastei 9).
Colonel Horace: Dieser Offizier, dessen Kennzeichen seine roten Haare und Vollbart sind, ist Mitglied im Stab von General Alexander und dessen engster Berater. Er erscheint erst ab dem französischen Band 15 (Bastei 12).
Captain Stephen Stilman: Offizier unter Alexander, der nie ein Risiko für sein Leben eingeht und sich nie auf einem Schlachtfeld befindet. Typisch für ihn ist es, immer ein Getränk in der Hand zu haben und auf einem Stuhl zu sitzen. Stilman bringt General Alexander mehrmals durch seine bissigen Kommentare zur Weißglut, ist selbst aber immer ruhig und gelassen. Er tritt erst ab dem französischen Band 15 (Bastei 12) auf. Sein erster größerer Auftritt war mit dem Vorschlag verbunden, ein schnelleres Vordringen der Armee mit Dromedaren als Lasttieren zu ermöglichen (Carlsen 8). Seit dem Album Der Attentäter nimmt er eine immer wichtigere Rolle ein. In diesem Band soll er General Grant umbringen, damit seine Schwester Abigail Stilman – eine Geisel der Konföderierten – nicht umgebracht wird.

### Nebencharaktere
Cockroach (bei Bastei und Salleck Kakerlak, bei Carlsen Pocket Schakal): Ein Südstaatler, der es sich zum Ziel gesetzt hat, Blutch und Chesterfield zu erschießen. Das erste Mal begegnete er den beiden, als sie in das Gefängnis von Robertsonville gebracht wurden. Seitdem laufen sie sich immer wieder mal über den Weg. (Bastei 13, Carlsen Pocket 10, Carlsen 2, 13, 14, Salleck 33, 37, 41, 42, 43, 45, 46, 47)
Tripps und Bryan (bei Bastei Smily und Mackintosh): Diese beiden Kavalleristen sind gute Freunde von Blutch und Chesterfield. Sie haben sich im Ausbildungslager Biglerville kennengelernt (Carlsen 1). Zurzeit sind sie in Fort Bow stationiert, wo sie schon so manch ein Abenteuer mit Blutch und Chesterfield bestritten haben (Salleck 32).
Colonel Appeltown (bei Bastei Colonel Potter): Colonel Appeltown ist der Kommandant des Fort Bow im Indianergebiet. In den früheren Bänden war er der direkte Vorgesetzte von Blutch und Chesterfield. Die beiden haben dem Colonel oft Ärger bereitet, weshalb er es gar nicht gerne sieht, wenn sie während einer Kampfpause von der Kriegsfront mal wieder zu Besuch kommen. Später wird er von Chesterfield als Oberst angeredet (Salleck 32, 38, 43).
Lieutenant George Appeltown (bei Bastei Lieutenant George Potter): der Sohn von Colonel Appeltown. Nach seiner Dienstzeit möchte er in die Politik gehen. (Bastei 11, Salleck 25, 38)
Emily Appeltown (bei Bastei Äppelpei Potter, bei Salleck Amelie Appeltown): Die Tochter von Colonel Appeltown. Sergeant Chesterfield ist unsterblich in sie verliebt. Bisher konnte er ihr seine Liebe aus verschiedenen Gründen noch nicht gestehen. Eine fingierte Hochzeit zwischen Blutch und Emily soll verhindern, dass der Indianerhäuptling Grauer Wolf Emily zu seiner Frau nimmt. (Bastei 1, 4, 11, 15, 16, 17, Carlsen 7, 11, 17, 20, Salleck 25, 32, 38, 43, 47)

## Historische Persönlichkeiten
In vielen Bänden der Blauen Boys tauchen historische Persönlichkeiten auf. Mal ist es nur ein kurzer Auftritt im Hintergrund, manchmal ein wichtiger Part in der Handlung.

### Union
- Ludwig Blenker (Carlsen 10)
- Ambrose E. Burnside (Carlsen 10, Salleck 25, 46)
- John Cochrane (Carlsen 21)
- Sarah Emma Edmonds (Salleck 44)
- John W. Geary (Salleck 35)
- Frederick G. D’Utassy (Carlsen 10)
- Ulysses S. Grant (Bastei 2, Carlsen 5, 6, 13, 22, 23, Salleck 24, 25, 26, 27, 29, 30, 31, 33, 35, 36, 37, 42, 45, 46, 47)
- Major Higgins (Carlsen 4)
- Joseph Hooker (Salleck 25, 35)
- Sallie Ann Jarrett (Salleck 45)
- Oscar LaGrange (Salleck 30)
- Abraham Lincoln (Bastei 8, Carlsen 2, 4, 9, 10, 12, 19, 20, 21, 22, Salleck 27, 28, 33, 39, 46)
- Irvin McDowell (Carlsen 10)
- George B. McClellan (Carlsen 19, Salleck 25, 36, 44, 48)
- George G. Meade (Salleck 25, 28, 46)
- Colonel Murray (Carlsen 4)
- Peter J. Osterhaus (Salleck 35)
- Orlando Poe (Salleck 11)
- Robert B. Potter (Salleck 25)
- John A. Rawlins (Salleck 25)
- John F. Reynolds (Salleck 25)
- William S. Rosecrans (Salleck 25)
- William T. Sherman (Carlsen 10, 19, Salleck 25, 27, 35, 41)
- Régis de Trobriand (Salleck 36)
- Walter C. Whitaker (Salleck 35)
- John L. Worden (Bastei 6, Carlsen Pocket 20)

### Konföderierte
- P. G. T. Beauregard (Carlsen 10)
- James Bourland (Salleck 38)
- Jubal A. Early (Carlsen 22)
- Arnold Elzey (Carlsen 10)
- Nancy Hart (Salleck 30)
- Thomas J. „Stonewall“ Jackson (Carlsen 10, Salleck 27)
- Joseph E. Johnston (Carlsen 10)
- Robert E. Lee (Bastei 2, 6, 7, 14, Carlsen 2, 13, 20, 22, Salleck 24, 28, 30, 33, 34, 35, 42, 45, 46, 48)
- John C. Pemberton (Salleck 27)
- William N. Pendleton (Salleck 42)
- Quantrills Bande (Carlsen 18): Frank James, Jesse James, William C. Quantrill
- Raphael Semmes (Carlsen 19)
- Edmund K. Smith (Carlsen 10)

### Zivilisten
- Photographen: Mathew B. Brady (Bastei 8, Carlsen 21) und Alexander Gardner (Carlsen 21)
- Kriegsberichterstatter: Sylvanus Cadwallader (Salleck 27) und William Howard Russell (Salleck 48)
- Zeitungsverleger: Horace Greeley, Henry J. Raymond (beide Salleck 28)
- Prinz von Joinville: François d’Orléans (Salleck 36)
- Chirurgin: Mary Edwards Walker mit Bloomer-Kostüm (Salleck 37)
- Indianerführer: Quanah Parker (Salleck 38)

## (Historische) Stationen
In den ersten Alben, die von Bastei herausgebracht wurden, handeln die Geschichten in der Nähe von Fort Bröckelstone (in den Carlsen Bänden Fort Bow genannt) im Indianergebiet, das von Kommandant Potter geführt wird. Dieser ist immer wieder erschüttert, da Blutch und Chester das Fort mehrmals in Trümmer legen und Streitereien mit den benachbarten Indianerstämmen anfangen. Die frühen Bände waren zum Teil auch Sammlungen von eher kurzen, witzigeren Geschichten.
Ab Band 6 wechseln die Aufenthaltsbereiche der beiden ständig. Sie finden sich sowohl in New York (Salleck 28), als auch in Mexiko (Bastei 16, Carlsen 22, 23) und Amsterdam (Carlsen 19) wieder. Bei den meisten Alben befinden sie sich zumindest zeitweise in ihrem Lager bei General Alexander und Captain Stark. Bei diesen Abenteuern geht es nicht mehr um Indianerangelegenheiten, sondern um den Krieg zwischen Nord- und Südstaaten.
Viele Alben gehen auf historische Ereignisse zurück, die aber von Raoul Cauvin ins Komische abgeändert wurden: „Ich habe stets Situationen oder Zustände so ausgewählt, dass sie auf den ersten Blick nicht wirklich das Lachen provozieren: den Krieg, ein Friedhof, ein Lazarett… . Und dann finde ich es interessant, was man mit dieser Anfangsbasis alles anfangen kann, wie weit man geht, und inwiefern dies der Leser akzeptiert.“
Einige Bände, die auf historischen Ereignissen beruhen, sind Bastei 6, Carlsen Pocket 20, Carlsen 2, 10, 15, 18, 19 und Salleck 27, 28, 30, 35 und 46.
So nehmen beide an der Schlacht von Bull Run teil, sind Zeugen der Schlacht Monitor gegen Virginia, versuchen Lincolns Morrill-Anti-Bigamie-Gesetz in Utah durchzusetzen, helfen bei der Belagerung von Vicksburg, verfolgen den berüchtigten Konföderierten Outlaw William Quantrill, nach dem Massaker von Lawrence, kämpfen im Nebel in der Schlacht von Chattanooga und sind an der Kraterschlacht beteiligt.

## Liste der Comic-Alben
Die angegebenen Jahreszahlen beziehen sich auf die belgisch/französische Originalversion sowie auf die der deutschen Alben bei Salleck. Die Titel beziehen sich auf die aktuellen Titel des Verlags Salleck Publications. Sollte ein Album mehrere Namen in Deutschland tragen, wird dies ebenfalls vermerkt.
| Französische Ausgabe | Französische Ausgabe                   | Französische Ausgabe     | Französische Ausgabe | Französische Ausgabe | Deutsche Ausgabe | Deutsche Ausgabe                | Deutsche Ausgabe | Deutsche Ausgabe |
| Band                 | Titel                                  | Text                     | Zeichnung            | Jahr                 | Band             | Titel                           | Jahr             | Bemerkungen |
| -------------------- | -------------------------------------- | ------------------------ | -------------------- | -------------------- | ---------------- | ------------------------------- | ---------------- | --- |
| 1                    | Un chariot dans l'Ouest                | Raoul Cauvin             | Louis Salvérius      | 1972                 | GA 1             | Heiße Fracht                    | 2013             | Erschien ursprünglich als "Die furchtlosen Vier" (Kauka FF Super 48, 1971) & "Kein Skalp für Häuptling Messerschnitt" (Bastei 1)                                     |
| 2                    | Du Nord au Sud                         | Raoul Cauvin             | Louis Salvérius      | 1972                 | GA 1             | In geheimer Mission             | 2013             | Erschien ursprünglich als "Der Geheimauftrag" (Kauka FF Super 66, 1973) & "Ein Schlitzohr macht sich dünne" (Bastei 2)                                               |
| 3                    | Et pour quinze cents dollars en plus   | Raoul Cauvin             | Louis Salvérius      | 1973                 | GA 1             | Für ein paar Dollar mehr        | 2013             | Erschien ursprünglich als "Knall auf Fall" (Kauka FF Super 72, 1974) & "Der texanische Seiltrick" (Bastei 3)                                                         |
| 4                    | Outlaw                                 | Raoul Cauvin             | Louis Salvérius      | 1973                 | GA 2             | Vogelfrei                       | 2022             | Erschien ursprünglich als "Der Badewannen-Tango von Utah" (Bastei 5)                                                                                                 |
| 5                    | Les Déserteurs                         | Raoul Cauvin             | Willy Lambil         | 1974                 | GA 3             | Die Deserteure                  | 2022             | Erschien ursprünglich als "Der wilde Ritt nach Bröckelstone" (Bastei 4)                                                                                              |
| 6                    | La Prison de Robertsonville            | Raoul Cauvin             | Willy Lambil         | 1974                 | GA 3             | Der Knast von Robertsonville    | 2022             | Erschien ursprünglich als "Zwei Himmelhunde auf dem Weg nach Hause" (Bastei 13, Seitenhälfte 22B fehlt) & "Der Schakal von Robertsonville" (Carlsen Pocket 10, 1990) |
| 7                    | Les Bleus de la marine                 | Raoul Cauvin             | Willy Lambil         | 1975                 | GA 3             | Blaue Boys und blaue Jungs      | 2022             | Erschien ursprünglich als "Zwei Cowboys auf dem Mississippi" (Bastei 6) & "Das Gefecht der Panzerdampfer" (Carlsen Pocket 20, 1990)                                  |
| 8                    | Les Cavaliers du ciel                  | Raoul Cauvin             | Willy Lambil         | 1976                 | GA 4             | In luftigen Höhen               | 2024             | Erschien ursprünglich als "Die Testpiloten der Kavallerie" (Bastei 7)                                                                                                |
| 9                    | La Grande patrouille                   | Raoul Cauvin             | Louis Salvérius      | 1976                 | GA 2             | Auf großer Patrouille           | 2022             | Erschien ursprünglich als "Grüße aus dem Hinterhalt" (Bastei 17) |
| 10                   | Des Bleus et des tuniques              | Raoul Cauvin             | Louis Salvérius      | 1976                 | GA 2             | Die Blauen und die Roten        | 2022             | Erschien ursprünglich als "Ein Sergeant dreht auf" (Kauka FF Super 64, 1973) & "Ein Mustang kratzt die Kurve" (Bastei 15)                                            |
| 11                   | Des Bleus en noir et blanc             | Raoul Cauvin             | Willy Lambil         | 1976                 | GA 4             | Der Fotograf                    | 2024             | Erschien ursprünglich als "Die Prärie-Reporter von Laramy" (Bastei 8)                                                                                                |
| 12                   | Les Bleus tournent cosaques            | Raoul Cauvin             | Willy Lambil         | 1977                 | GA 4             | Die Kosaken                     | 2024             | Erschien ursprünglich als "Die Don-Kosaken von Colorado" (Bastei 9)                                                                                                  |
| 13                   | Les Bleus dans la gadoue               | Raoul Cauvin             | Willy Lambil         | 1978                 | GA 5             | Die Schlammschlacht             | 2024             | Erschien ursprünglich als "Die Schlammschlacht von Sacramento" (Bastei 10)                                                                                           |
| 14                   | Le Blanc-bec                           | Raoul Cauvin             | Willy Lambil         | 1979                 | GA 5             | Der Grünschnabel                | 2024             | Erschien ursprünglich als "Die Lady-Killer von Bröckelstone" (Bastei 11)                                                                                             |
| 15                   | Rumberley                              | Raoul Cauvin             | Willy Lambil         | 1979                 | GA 5             | Rumberley                       | 2024             | Erschien ursprünglich als "Die Rebellen von Karacho-City" (Bastei 12)                                                                                                |
| 16                   | Bronco Benny                           | Raoul Cauvin             | Willy Lambil         | 1980                 |                  |                                 |                  | Erschien ursprünglich als "Abwurf frei für Bronco Benny" (Bastei 14)                                                                                                 |
| 17                   | El Padre                               | Raoul Cauvin             | Willy Lambil         | 1981                 |                  |                                 |                  | Erschien ursprünglich als "Ein Halleluja für Don Chester" (Bastei 16)                                                                                                |
| 18                   | Blue rétro                             | Raoul Cauvin             | Willy Lambil         | 1982                 |                  |                                 |                  | Erschien ursprünglich als "Die Feuertaufe" (Carlsen Bd. 1) |
| 19                   | Le David                               | Raoul Cauvin             | Willy Lambil         | 1982                 |                  |                                 |                  | Erschien ursprünglich als "Die Geheimwaffe" (Carlsen Bd. 2) |
| 20                   | Black Face                             | Raoul Cauvin             | Willy Lambil         | 1983                 |                  |                                 |                  | Erschien ursprünglich als "Black Face" (Carlsen Band 3, 1990) |
| 21                   | Les Cinq salopards                     | Raoul Cauvin             | Willy Lambil         | 1984                 |                  |                                 |                  | Erschien ursprünglich als "Fünf schwere Jungs" (Carlsen Band 4, 1990)                                                                                                |
| 22                   | Des Bleus et des dentelles             | Raoul Cauvin             | Willy Lambil         | 1985                 |                  |                                 |                  | Erschien ursprünglich als "Die Soldatenbraut" (Carlsen Band 5, 1991)                                                                                                 |
| 23                   | Les Cousins d'en face                  | Raoul Cauvin             | Willy Lambil         | 1985                 |                  |                                 |                  | Erschien ursprünglich als "Feindliche Vettern" (Carlsen Band 6, 1991)                                                                                                |
| 24                   | Baby blue                              | Raoul Cauvin             | Willy Lambil         | 1985                 |                  |                                 |                  | Erschien ursprünglich als "Baby Blue" (Carlsen Band 7, 1992) |
| 25                   | Des Bleus et des bosses                | Raoul Cauvin             | Willy Lambil         | 1986                 |                  |                                 |                  | Erschien ursprünglich als "Mit List und Tücke" (Carlsen Band 8, 1992)                                                                                                |
| 26                   | L'Or du Québec                         | Raoul Cauvin             | Willy Lambil         | 1987                 |                  |                                 |                  | Erschien ursprünglich als "Das Gold von Quebec" (Carlsen Band 9, 1993)                                                                                               |
| 27                   | Bull Run                               | Raoul Cauvin             | Willy Lambil         | 1987                 |                  |                                 |                  | Erschien ursprünglich als "Die Schlacht von Bull Run" (Carlsen Band 10, 1993)                                                                                        |
| 28                   | Les Bleus de la balle                  | Raoul Cauvin             | Willy Lambil         | 1988                 |                  |                                 |                  | Erschien ursprünglich als "Die Stimmungskanonen" (Carlsen Band 11, 1993)                                                                                             |
| 29                   | En avant l'amnésique!                  | Raoul Cauvin             | Willy Lambil         | 1989                 | 26               | Erinnere dich, Blutch!          | 2005             | |
| 30                   | La Rose de Bantry                      | Raoul Cauvin             | Willy Lambil         | 1989                 |                  |                                 |                  | Erschien ursprünglich als "Der Staatsfeind" (Carlsen Band 12, 1994)                                                                                                  |
| 31                   | Drummer boy                            | Raoul Cauvin             | Willy Lambil         | 1990                 |                  |                                 |                  | Erschien ursprünglich als "Drummer Boy" (Carlsen Band 13, 1994) |
| 32                   | Les Bleus en folie                     | Raoul Cauvin             | Willy Lambil         | 1991                 |                  |                                 |                  | Erschien ursprünglich als "Ein irrer Einsatz" (Carlsen Band 14, 1994)                                                                                                |
| 33                   | Grumbler et fils                       | Raoul Cauvin             | Willy Lambil         | 1992                 |                  |                                 |                  | Erschien ursprünglich als "Die Friedensengel" (Carlsen Band 15) |
| 34                   | Vertes années                          | Raoul Cauvin             | Willy Lambil         | 1992                 |                  |                                 |                  | Erschien ursprünglich als "Ein väterlicher Freund" (Carlsen Band 16)                                                                                                 |
| 35                   | Captain Nepel                          | Raoul Cauvin             | Willy Lambil         | 1993                 |                  |                                 |                  | Erschien ursprünglich als "Aufruhr in Fort Bow" (Carlsen Band 17) |
| 36                   | Quantrill                              | Raoul Cauvin             | Willy Lambil         | 1994                 |                  |                                 |                  | Erschien ursprünglich als "Quantrills Bande" (Carlsen Band 18) |
| 37                   | Duel dans la Manche                    | Raoul Cauvin             | Willy Lambil         | 1995                 |                  |                                 |                  | Erschien ursprünglich als "Duell auf hoher See" (Carlsen Band 19) |
| 38                   | Les Planqués                           | Raoul Cauvin             | Willy Lambil         | 1996                 |                  |                                 |                  | Erschien ursprünglich als "Die Drückeberger" (Carlsen Band 20) |
| 39                   | Puppet Blues                           | Raoul Cauvin             | Willy Lambil         | 1997                 |                  |                                 |                  | Erschien ursprünglich als "Täuschungsmanöver" (Carlsen Band 21) |
| 40                   | Les hommes de paille                   | Raoul Cauvin             | Willy Lambil         | 1998                 |                  |                                 |                  | Erschien ursprünglich als "Strohmänner" (Carlsen Bd. 22) |
| 41                   | Les Bleus en cavale                    | Raoul Cauvin             | Willy Lambil         | 1998                 |                  |                                 |                  | Erschien ursprünglich als "Zirkusreif" (Carlsen Bd. 23) |
| 42                   | Qui veut la peau du général?           | Raoul Cauvin             | Willy Lambil         | 1999                 | 24               | Der Attentäter                  | 2004             | |
| 43                   | Des Bleus et du blues                  | Raoul Cauvin             | Willy Lambil         | 2000                 | 25               | … haben den Blues               | 2004             | |
| 44                   | L'Oreille de Lincoln                   | Raoul Cauvin             | Willy Lambil         | 2001                 | 27               | Lincolns Lauscher               | 2005             | |
| 45                   | Émeutes à New York                     | Raoul Cauvin             | Willy Lambil         | 2002                 | 28               | Aufruhr in New York             | 2007             | |
| 46                   | Requiem pour un Bleu                   | Raoul Cauvin             | Willy Lambil         | 2003                 | 29               | Requiem für einen Blauen Boy    | 2008             | |
| 47                   | Les Nancy Hart                         | Raoul Cauvin             | Willy Lambil         | 2004                 | 30               | Nancy Hart                      | 2009             | |
| 48                   | Arabesque                              | Raoul Cauvin             | Willy Lambil         | 2004                 | 31               | Arabeske                        | 2011             | |
| 49                   | Mariage à Fort Bow                     | Raoul Cauvin             | Willy Lambil         | 2005                 | 32               | Hochzeit in Fort Bow            | 2011             | |
| 50                   | La Traque                              | Raoul Cauvin             | Willy Lambil         | 2006                 | 33               | Geschnappt                      | 2011             | |
| 51                   | Stark sous toutes les coutures         | Raoul Cauvin             | Willy Lambil         | 2007                 | 34               | Ein Captain mit Nadel und Faden | 2007             | |
| 52                   | Les Tuniques bleues dans le Brouillard | Raoul Cauvin             | Willy Lambil         | 2008                 | 35               | Die Schlacht im Nebel           | 2008             | |
| 53                   | Sang bleu chez les Bleus               | Raoul Cauvin             | Willy Lambil         | 2009                 | 36               | Der Blaublüter                  | 2009             | |
| 54                   | Miss Walker                            | Raoul Cauvin             | Willy Lambil         | 2010                 | 37               | Miss Walker                     | 2012             | |
| 55                   | Indien, mon frère                      | Raoul Cauvin             | Willy Lambil         | 2011                 | 38               | Blutchs roter Bruder            | 2013             | |
| 56                   | Dent pour dent                         | Raoul Cauvin             | Willy Lambil         | 2012                 | 39               | Zahn um Zahn                    | 2013             | |
| 57                   | Colorado story                         | Raoul Cauvin             | Willy Lambil         | 2013                 | 40               | Colorado Story                  | 2014             | |
| 58                   | Les bleus se mettent au vert           | Raoul Cauvin             | Willy Lambil         | 2014                 | 41               | Der Auftrag im Grünen           | 2015             | |
| 59                   | Les quatre évangélistes                | Raoul Cauvin             | Willy Lambil         | 2015                 | 42               | Die vier Evangelisten           | 2016             | |
| 60                   | Carte blanche pour un bleu             | Raoul Cauvin             | Willy Lambil         | 2016                 | 43               | Freie Hand                      | 2017             | |
| 61                   | L'étrange soldat Franklin              | Raoul Cauvin             | Willy Lambil         | 2017                 | 44               | Der seltsame Soldat Franklin    | 2018             | |
| 62                   | Sallie                                 | Raoul Cauvin             | Willy Lambil         | 2018                 | 45               | Sallie                          | 2019             | |
| 63                   | La bataille du cratère                 | Raoul Cauvin             | Willy Lambil         | 2019                 | 46               | Die Kraterschlacht              | 2022             | |
| 64                   | Où est donc Arabesque?                 | Raoul Cauvin             | Willy Lambil         | 2021                 | 47               | Wo ist Arabeske?                | 2023             | |
| 65                   | L'envoyé spécial                       | BeKa & José Luis Munuera | José Luis Munuera    | 2020                 | 48               | Der Kriegsberichterstatter      | 2023             | |
| 66                   | Irish Melody                           | Kris                     | Willy Lambil         | 2022                 |                  |                                 |                  | |
| 67                   | Du feu sur la glace                    | Kris                     | Willy Lambil         | 2023                 |                  |                                 |                  | |
| 68                   | De l'or pour les Bleus                 | Fred Neidhardt           | Willy Lambil         | 2024                 |                  |                                 |                  | |

Einige Geschichten von den blauen Boys wurden in Deutschland zudem in den Alben Tom und Biber (Band 1–5, 1969) und der Heftserie Pepito (1973–74) veröffentlicht. Einige Kurzgeschichten wurden auch in Kauka Comic (1970) publiziert. Seit 2013 erscheint bei Salleck Publications eine Gesamtausgabe dieser Serie.
2024 veröffentlichte der Piredda Verlag einen Hommage-Band unter dem Titel „Kurzgeschichten von [...] Die blauen Boys“, ursprünglich 2016 auf Französisch erschienen anlässlich des 60. Albums der Serie. Darin enthalten sind 13 Beiträge von insgesamt 19 Autoren, u. a. Blutch, Aimée de Jongh, José Luis Munuera, Olivier Schwartz, Éric Maltaite & Zidrou.